# Xã Woodville, Quận Greene, Illinois
Xã Woodville (tiếng Anh: Woodville Township) là một xã thuộc quận Greene, tiểu bang Illinois, Hoa Kỳ. Năm 2010, dân số của xã này là 239 người.